# Directe stoot

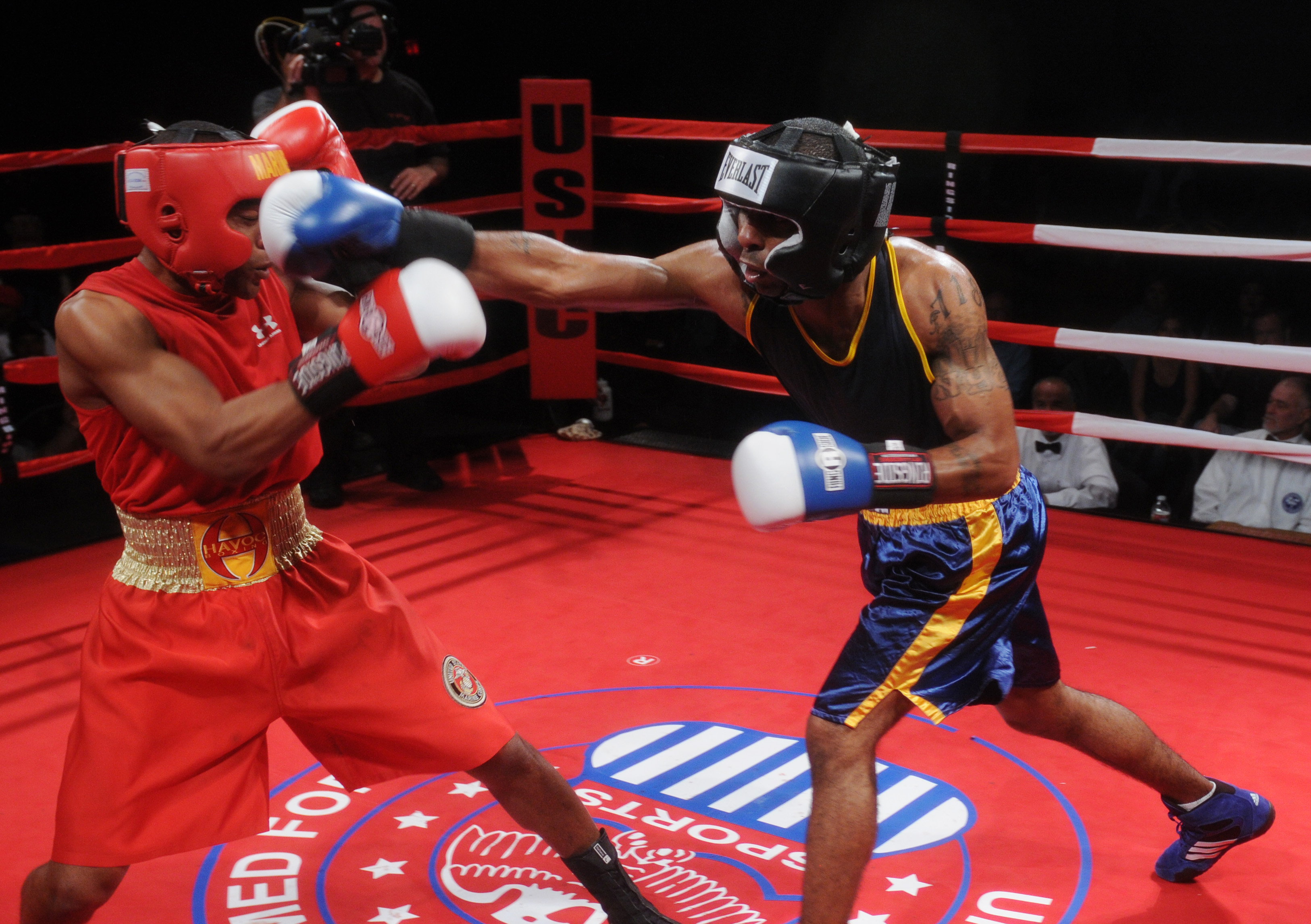
Een rechtse directe, cross, door de bokser ter rechterzijde

Een directe stoot of simpelweg directe is een van de stoten in onder meer het boksen en kickboksen. De stoot wordt rechtvooruit vanuit de dekking naar de tegenstander gestoten, veelal richting het hoofd. 
In het Nederlands wordt onderscheid gemaakt tussen de linkse en de rechtse directe, verwijzend naar de arm waarmee gestoten wordt. In het Engels is er juist onderscheid tussen de jab, de directe stoot met de voorste arm (bij rechtshandige boksers, die links voor staan, is dat de linkse directe) en de cross met de achterste arm. In het Nederlands worden ook deze Engelse termen vaak gebruikt. 
Directe stoten kunnen diverse functies hebben van aftasten, het uit elkaar werken van de dekking van de tegenstander, in een combinatie met andere stoten en als afmaker. Met name de directe stoot met de achterste - sterkere - arm, de cross, kan door rotatie van het bovenlichaam en afzet met het achterste been veel kracht worden meegegeven en kan leiden tot een knock-out.